# Adrian Cashmore
Pour les articles homonymes, voir Cashmore.
Pas d'image ? Cliquez ici

a Compétitions nationales et continentales officielles uniquement.

b Matchs officiels uniquement.
Dernière mise à jour le 7 septembre 2022.
 Adrian Richard Cashmore, est né le 23 juillet 1973 à Tokoroa (Nouvelle-Zélande). C’est un joueur de rugby à XV, qui a joué avec l'équipe de Nouvelle-Zélande au poste d'arrière (1,85 m et 90 kg).

## Carrière

### En club et province
- Province de Auckland
- Auckland Blues
- 2004-2005 : Chiefs et Bay of Plenty
- 2005-2006 : Ospreys

Après avoir remporté des titres avec Auckland et les Blues, il a effectué plusieurs saisons au Japon avec les Toyota Verblitz.
Il a disputé neuf matchs de Super 12 en 2005 avec les Chiefs.
Il termine sa carrière avec les Ospreys en Celtic League et a disputé quatre matchs de Coupe d'Europe de rugby à XV en 2005-2006.

### En équipe nationale
Il a eu sa première cape internationale le 22 juin 1996, à l’occasion d’un match contre l'équipe d'Écosse. Son deuxième et dernier test match fut contre l'équipe d'Australie, le 26 juillet 1997.
Il a disputé aussi onze matchs avec l’équipe des Māori de Nouvelle-Zélande.

## Statistiques

### En équipe nationale
De 1996 à 1997, Adrian Cashmore compte 2 sélections avec les All-Blacks. Avec les Kiwis, il participe à une édition du Tri-nations en 1997.

## Palmarès

### En club et province
- 73 matchs avec la province de Auckland
- Champion de la National Provincial Championship en 1996 avec Auckland
- Vainqueur du Super 12 avec les Blues en 1997
- 70 matchs de Super 12 (47 matchs avec les Blues et 619 points)

### En équipe nationale
- Vainqueur du Tri-nations en 1997